# Leuconitocris senegalensis
Leuconitocris senegalensis é uma espécie de escaravelho da família Cerambycidae.  Foi descrito por Audinet-Serville em 1835.